# Górskie lasy deszczowe półwyspu Huon
Górskie lasy deszczowe półwyspu Huon (AA0107) – ekoregion wydzielony przez WWF w ramach biomu lasów tropikalnych. Obejmuje półwysep Huon wraz z ciągnącymi się dalej na zachód od niego Górami Nadbrzeżnymi w północnej części wyspy Nowa Gwinea w granicach Papui-Nowej Gwinei. Obszar cechował się co najmniej do końca XX wieku dobrze zachowanymi wilgotnymi lasami nizinnymi pogórza i wilgotnymi lasami górskimi. Wyróżnia się zróżnicowaniem flory i fauny, zwłaszcza ptaków, w tym z dużą reprezentacją endemitów i subendemitów. Bardzo niewielka część obszaru poddana jest ochronie prawnej.

## Położenie

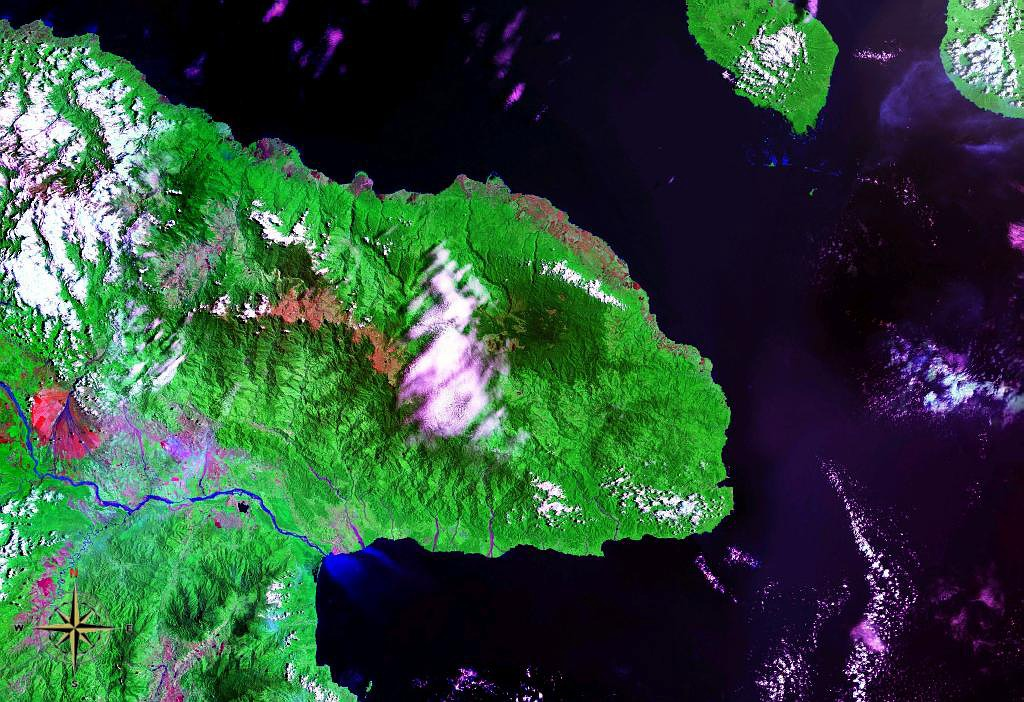
Półwysep Huon na zdjęciu satelitarnym

Ekoregion obejmuje górzysty półwysep Huon pokryty Górami Nadbrzeżnymi wraz z ich zachodnią częścią ciągnącą się wzdłuż północnych brzegów Nowej Gwinei. Góry te dzielą się na kilka pasm, z których najwyższe to Finisterre (sięgające 4176 m n.p.m.) oraz Saruwaged (do 4122 m n.p.m.). Niższe są pasma Rawlinson i Cromwell Mountains. W wyższych partiach gór występują formacje trawiaste wyodrębniane w ekoregion Subalpejskich hal Gór Centralnych (AA1002). Od reszty Nowej Gwinei ekoregion oddzielają szerokie doliny rzek Ramu i Markham wchodzące w skład ekoregionu Północno-nowogwinejskich nizinnych lasów deszczowych i zalewowych (AA0115).

## Ogólna charakterystyka środowiska naturalnego
Ekoregion obejmuje tereny górzyste o skomplikowanej budowie geologicznej. Występują tu skały osadowe, wulkaniczne i wapienne. Te ostatnie dominują zwłaszcza w górach Finisterre wyróżniających się bardzo stromym pasmem wapiennym. Na przełomie XX i XXI wieku tereny nieleśne zajmowały w obrębie ekoregionu tylko 17% (2857 ha). Dominowały tu tropikalne wilgotne lasy nizinne w wariancie pagórkowatym, na niskich wzniesieniach, (54% – 8885 ha) i tropikalne wilgotne lasy górskie (26% – 4205 ha). Niewielką powierzchnię – ok. 3% (498 ha) zajmowały specyficzne lasy nawapienne. W całym obszarze panuje wilgotny klimat równikowy.
Rozległy obszar gór Finisterre w zachodniej części ekoregionu jeszcze w 2021 roku określany był wciąż jako teren niezbadany.

## Szata roślinna
W latach 90. XX wieku w obszarze dominowały wilgotne lasy wiecznie zielone. W wariancie dominującym powierzchniowo kształtującym się w niższych położeniach, ale na terenach pagórkowatych drzewostany są stosunkowo niskie w porównaniu do lasów nizinnych i zalewowych, rosnących w położonych dalej na południu dolinach Ramu i Markham, słabo rozwinięta jest tu warstwa krzewów, ale za to bardziej zróżnicowana i gęsta jest warstwa runa. Rzadziej rosną tu palmy. W warstwie drzew dominują rodzaje: kanarecznik Canarium, migdałecznik Terminalia, czapetka Syzygium, figowiec Ficus, wiązowiec Celtis, Pometia, Anisoptera, Cryptocarya, Dysoxylum i Buchanania. Lokalnie licznie występują także: ukęśla Dillenia, Koompassia, Eucalyptopsis, Vatica i Hopea. Bardzo lokalnie występują tu drzewostany z panującą araukarią Araucaria.
Lasy górskie są bardzo zróżnicowane ze względu na zmienność warunków siedliskowych zależnych od topografii, wysokości i warunków mikroklimatycznych. Generalnie drzewostany są w nich niższe niż w lasach niżej położonych, drzewa rosną tu w dużym zwarciu, silnie rozwinięta jest warstwa krzewów. Lokalnie niemal jednogatunkowe drzewostany tworzą bukany i araukarie. Poza tym w lasach o mieszanym składzie bukany często także występują licznie. Na wysokościach do 2000 m n.p.m. dominują zwykle Lithocarpus i Castanopsis, bardzo obficie rosną tu także: czepetki, ostrokrzewy Ilex, wawrzynowate Lauraceae, radziliszkowate Cunoniaceae i eleokarpowate Elaeocarpaceae. Przedstawiciele tej ostatniej rodziny oraz mirtowatych Myrtaceae i drzewa iglaste występują coraz liczniej w lasach wraz ze wzrostem wysokości. Iglaste z rodzajów zastrzalin Podocarpus, kokietnik Phyllocladus, Dacrycarpus i Papuacedrus obecne są generalnie powyżej 2000 m n.p.m. W Cromwell Mountains znajdowały się ostatnie naturalne lasy z panującym Dacrycarpus zachowane na półkuli południowej. Powyżej 2000 dominują zwykle lasy Xanthomyrtus-Vaccinium-Rhododendron. Na wysokości 2300 m dominuje las Lithocarpus-Elmerrillia, na 2400 m i wyżej dominuje mala Elaeocarpus i drzewa iglaste.

## Fauna

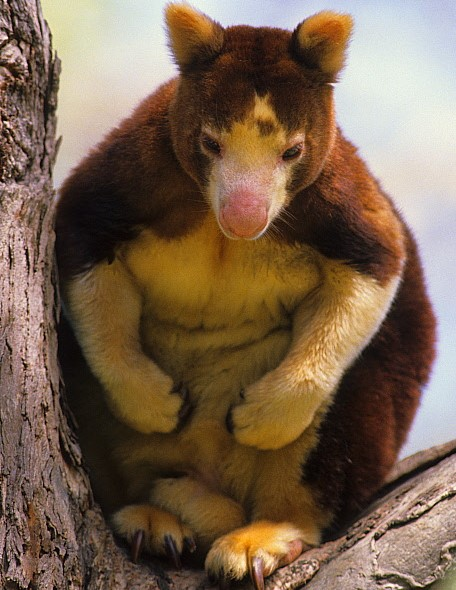
Drzewiak rudy jest endemitem półwyspu Huon

Z ekoregionu znanych jest 81 gatunków ssaków, z czego 6 to gatunki endemiczne lub subendemiczne. Tylko stąd znany jest drzewiak rudy Dendrolagus matschiei z kangurowatych. Poza tym do subendemitów należą myszowate: krzakorzyk dżunglowy Pogonomelomys mayeri, papuasomysz górska Abeomelomys sevia, szczur nowogwinejski Rattus novaeguineae, nowogwinejek papuaski Leptomys ernstmayeri, szczurzynek czarnogonowy Melomys rufescens. Obszar jest ważną ostoją zagrożonej prakolczatki papuaskiej Zaglossus bartoni.
Obszar cechuje się bogactwem gatunkowym ptaków, przy czym jednocześnie określany jest jako wciąż słabo poznany. Do charakterystycznych dla tutejszej awifauny należą rodziny: altanniki Ptilonorhynchidae, skalinkowate Petroicidae, miodojady Meliphagidae i cudowronki Paradisaeidae. W ekoregionie występuje w sumie 16 gatunków ptaków endemicznych lub subendemicznych: figówka czerwonobroda Psittaculirostris edwardsii, brązogłówka mała Psittacella madaraszi, lora oliwkowa Chalcopsitta duivenbodei, rogatnik ciemnoskrzydły Eurostopodus archboldi, salangana papuaska Aerodramus papuensis, paskowik żółtawy Ptiloprora meekiana i rudogrzbiety P. guisei, dziwook łupkowy Melidectes ochromelas i koralowy M. foersteri, dziwoliczek wielki Melipotes ater, ściółkarz brązowogłowy Ptilorrhoa geislerorum, modrogłówka Ifrita kowaldi, sześciopiór garbonosy Parotia wahnesi, astrapia żabotowa Astrapia rothschildi, cudowronka białopióra Paradisaea guilielmi i świergotek górski Anthus gutturalis. Obszar ekoregionu pokrywa się w dużym stopniu z Endemic Bird Area Adelbert and Huon ranges.
W ekoregionie występuje co najmniej jeden gatunek endemiczny motyla. Do istotnych drapieżników w miejscowej faunie należą: niełaz białoplamkowany Dasyurus albopunctatus, orzeł molucki Aquila gurneyi, orzełek australijski Hieraaetus morphnoides, harpia papuaska Harpyopsis novaeguineae, sokół wędrowny Falco peregrinus i sokół brunatny Falco berigora.

## Zagrożenie i ochrona
Ekoregion jeszcze na przełomie XX i XXI wieku opisywany był jako średnio zagrożony koncesjonowaniem eksploatacji lasów, z 80% powierzchni zachowanej w stanie naturalnym. Według WWF 18% powierzchni ekoregionu chroniona była wówczas w dwóch obszarach (Finisterre 2290 km² i Mt. Bangeta 550 km²). Jednak według danych administracji Papui-Nowej Gwinei w obszarze znajduje się tylko jedna forma ochrony przyrody powołana w XX wieku (w 1986) Wildlife Management Area Nusareng zajmująca zaledwie 0,22 km². Drugi obszar chroniony o nazwie YUS wyznaczony został w 2009 roku na powierzchni 750 km² i należy do VI (najniższej) kategorii form ochrony przyrody, zgodnie z kategoryzacją IUCN. Na niejasny status, włącznie z brakiem podstaw prawnych, obszarów chronionych Finisterre i Mt. Bangeta uwagę też zwrócili autorzy projektu One Earth.
W dokumentach administracji rządowej obszar gór Finisterre oraz położone w południowo-wschodniej części pasma Saruwaged i Cromwell wskazywane są jako obszary „biologicznie cenne”. Cromwell Mountains i północne wybrzeże półwyspu Huon na wysokości pasma Finisterre uznawane są za obszary krytycznie wymagające ochrony.
W ekoregionie silnie przekształcone obszary i wycięte lasy rozciągają się wzdłuż wybrzeża i jego południowych obrzeży. Poza tym w obszarze tym eksploatowane są lasy na podstawie Buweng Timber Rights Purchase (drzewa transportowane są za pomocą helikopterów).